# 仁井まさお
仁井 まさお（にい まさお、1956年8月 - ）は、日本のシンガーソングライター。広島県広島市出身。

## 経歴
高校時代に広島フォーク村に参加するも雑用が多く、あまりステージに立てなかった。高校卒業後、福岡市の大学に進学し、バンドを結成。ライブハウス「照和」のオーディションを何度も受けるがことごとく不合格。やむなくソロで挑戦したら合格。ここでバンド「グルービー」を結成し、このバンドが博多でもかなり有名になって、この頃一緒に出ていた長渕剛より人気があったといわれる。バンド解散後、ソロで「ハッピー・フォーク・コンテスト」に入賞し、これをきっかけに、1979年5月21日にワーナー・パイオニアからシングル「夢の行方」とアルバム『回帰線』でプロデビューした。当時は「広島フォーク村、最後の大物」と騒がれた。
その後、福岡のラジオ番組で冠ラジオのレギュラーなどを持った。

## ディスコグラフィ

### シングル
- 「夢の行方」（1979年5月21日 ワーナー・パイオニア：L–351）
  1. 夢の行方
  2. 言葉にならない手紙

### アルバム
- 『回帰線』（1979年5月21日 ワーナー・パイオニア：L–11021）
  1. 夜航
  2. 君は何を探してたの
  3. ワルツ
  4. 終宴
  5. 夢の行方
  6. 言葉にならない手紙
  7. 冬枯れ
  8. 16小節の恋
  9. ゴメンよ
  10. 柳川にて
  11. 道ひとり